# 3 000 mètres steeple masculin aux Jeux olympiques d'été de 2004
Pour un article plus général, voir Athlétisme aux Jeux olympiques d'été de 2004.
Navigation
Sydney 2000 Pékin 2008
L'épreuve du 3 000 mètres steeple masculin aux Jeux olympiques de 2004 s'est déroulée du 21 au 24 août 2004 au Stade olympique d'Athènes, en Grèce. Elle est remportée par le Kényan Ezekiel Kemboi.

## Résultats

### Finale
| Rang               | Athlète                   | Pays       | Temps         | Note |
| ------------------ | ------------------------- | ---------- | ------------- | ---- |
| Médaille d'or      | Ezekiel Kemboi            | Kenya      | 8 min 05 s 81 | SB   |
| Médaille d'argent  | Brimin Kipruto            | Kenya      | 8 min 06 s 11 |      |
| Médaille de bronze | Paul Kipsiele Koech       | Kenya      | 8 min 06 s 64 |      |
| 4                  | Musa Amer Obaid           | Qatar      | 8 min 07 s 18 | PB   |
| 5                  | Luis Miguel Martín        | Espagne    | 8 min 11 s 64 | SB   |
| 6                  | Simon Vroemen             | Pays-Bas   | 8 min 13 s 25 | SB   |
| 7                  | Bouabdellah Tahri         | France     | 8 min 14 s 26 | SB   |
| 8                  | Ali Ezzine                | Maroc      | 8 min 15 s 58 |      |
| 9                  | Eliseo Martín             | Espagne    | 8 min 15 s 77 | SB   |
| 10                 | Vincent Le Dauphin        | France     | 8 min 16 s 15 | SB   |
| 11                 | Daniel Lincoln            | États-Unis | 8 min 16 s 86 |      |
| 12                 | Radosław Popławski        | Pologne    | 8 min 17 s 32 | PB   |
| 13                 | Mustafa Mohamed           | Suède      | 8 min 18 s 05 | PB   |
| 14                 | Antonio David Jiménez     | Espagne    | 8 min 22 s 63 |      |
| 15                 | Khamis Abdullah Saifeldin | Qatar      | 8 min 36 s 66 |      |

## Légende
Records et Performances
- AR : Record continental (area record)
- CR : Record des championnats (championship record)
- MR : Record du meeting (meet record)
- NR : Record national (national record)
- OR : Record olympique (olympic record)
- PR : Record paralympique (paralympic record)
- PB : Record personnel (personal best)
- SB : Meilleure performance personnelle de la saison (season's best)
- WL : Meilleure performance mondiale de l'année (world leader)
- WJR : Record du monde junior (world junior record)
- WR : Record du monde (world record)

Circonstances et Conditions
- DNF : N'a pas terminé (did not finish)
- DNS : N'a pas pris le départ (did not start)
- DQ : Disqualification (disqualification)
- NM : Aucun essai valable enregistré (No Mark)
- Q : Qualifié « directement » au prochain tour (ou à la prochaine compétition), lors d'une compétition majeure, grâce au classement ou à la réalisation des minima (automatic qualifier)
- q : Qualifié au prochain tour (ou à la prochaine compétition), lors d'une compétition majeure, grâce au repêchage ou à la réalisation de l'une des meilleures performances parmi celles des « non qualifiés directement » (grâce au meilleur temps ou à la meilleure distance par exemple) (secondary qualifier)